# Dimos Aegina
Dimos Aegina  är en kommun i Grekland.   Den ligger i prefekturen Nomós Piraiós och regionen Attika, i den sydöstra delen av landet, 30 km sydväst om huvudstaden Aten. Antalet invånare är 13 056. Dimos Aegina ligger på ön Egina.